# Pseudotmethis rufifemoralis
Pseudotmethis rufifemoralis är en insektsart som beskrevs av Zheng, Z. och D. He 1996. Pseudotmethis rufifemoralis ingår i släktet Pseudotmethis och familjen Pamphagidae. Inga underarter finns listade i Catalogue of Life.